# Karol II Gonzaga
Karol II Gonzaga (ur. 1609, zm. 30 sierpnia 1631 w Cavrianie) – książę francuski z domu Gonzaga, młodszy syn Karola I, księcia de Nevers, i Katarzyny, córki Karola Lotaryńskiego, księcia de Mayenne.
W 1621 r. zmarł książę de Mayenne Henryk, wuj Karola. 12-letni Karol odziedziczył tytuły księcia de Mayenne i d'Aiguillon, markiza de Villars, hrabiego Maine, Tende i Sommerive. Rok później zmarł starszy brat Karola, Franciszek, książę Rethel. Karol został więc dziedzicem wszystkich tytułów swojego ojca. Otrzymał również tytuł księcia Rethel, przysługujący najstarszemu synowi księcia de Nevers. W 1627 r. został również dziedzicem tytułów księcia Mantui i markiza Montferratu. Ostatni książę Mantui Wincenty II Gonzaga zmarł bezdzietnie i przekazał swojego księstwu swojemu kuzynowi, księciu de Nevers. Ponieważ wzmocniłoby to francuskie wpływy w północnych Włoszech, testamentu nie uznała Hiszpania, rozpoczynając wojnę o sukcesję mantuańską.
26 grudnia 1627 r. w Mantui Karol poślubił Marię Gonzagę (29 lipca 1609 - 14 sierpnia 1660), córkę Franciszka IV, księcia Mantui, i Małgorzaty, córki Karola Emanuela I Wielkiego, księcia Sabaudii. Małżeństwo to służyło umocnieniu praw linii Gonzaga-Nevers do mantuańskiego tronu. Karol i Maria mieli razem syna i córkę:
- Eleonora (18 listopada 1630 - 6 grudnia 1686), żona cesarza Ferdynanda III Habsburga
- Karol III Gonzaga (31 października 1629 - 14 sierpnia 1665), książę Mantui

Karol II zmarł 30 sierpnia 1631 r. w wieku 22 lat. Tytuł księcia de Mayenne odziedziczył jego młodszy brat Ferdynand. Syn Karola, Karol III, został dziedzicem swojego dziadka.